# Oedipus Aegyptiacus
Oedipus Ægyptiacus és una famosa obra de filosofia i egiptologia del jesuïta alemany i esperit enciclopèdic, Athanasius Kircher.
Els tres volums en foli amb il·lustracions i esquemes es publicaren a Roma els anys 1652-54. Kircher argumentava que les fonts de l'Oedipus Ægyptiacus eren l'astrologia caldea, la càbala, la mitologia grega, les matemàtiques pitagòriques, l'alquímia àrab i la filologia llatina.

## Jeroglífics
En el tercer volum, Kircher s'embarca a intentar traduir jeroglífics. La font principal de Kircher per a l'estudi dels jeroglífics fou la Tauleta de Bembine, que va rebre el nom de la seua adquisició pel cardenal Bembo poc després del saqueig de Roma el 1527. La Tauleta de Bembine és feta de bronze i argent, fa 30 cm × 50 cm, i representa déus i dees egípcies. Al bell mig n'hi ha Isis representant "el conjunt polimòrfic que conté la idea universal".
L'obra Oedipus Ægyptiacus és un bon exemple de sincretisme i eclecticisme del Renaixement tardà. És representatiu de les extravagàncies de l'esperit barroc i de la imaginació dels científics de l'època científica moderna: la representació dels jeroglífics tendeix a ser verbosa; per exemple, Kircher tradueix una expressió freqüent en jeroglífics, dḏ Wsr, diu Osiris, com "La traïció de Tifó acaba al tron d'Isis, la taxa d'humitat de la natura és vigilada per Anubis". El significat exacte dels jeroglífics egipcis no es va desxifrar fins al 1824, quan Jean-François Champollion va resoldre l'enigma mitjançant l'estudi de la Pedra de Rosetta.

Champollion fa una crítica pejorativa a l'enfocament descriptològic de Kircher en la seua obra Egyptian Grammar, i l'acusa d'una manca de metodologia i d'un misticisme fosc i ridícul, un misticisme que inspiraria, però, els francmaçons del segle següent. El 10 de maig del 1831, durant un discurs d'obertura al Collège de France, Champollion digué:
| «                           | El jesuïta Kircher, sense reserves, va abusar de la bona fe dels seus contemporanis, publicant, sota el títol d'"Oedipus Ægyptiacus", suposades traduccions de llegendes jeroglífiques esculpides als obeliscs de Roma, traduccions en què ell mateix no creia, perquè sovint gosava donar-los suport amb cites d'autor que mai van existir. A més, ni l'arqueologia ni la història van poder collir cap fruit del treball de Kircher. Què podem esperar d'un home que pretén desxifrar textos jeroglífics a priori, sense cap mena de prova! D'un intèrpret que presentava com el contingut fidel de les inscripcions egípcies frases incoherents plenes del misticisme més obscur i ridícul. (Le Jésuite Kircher, ne gardant aucune réserve, abusa de la bonne foi de ses contemporains, en publiant, sous le titre d'Œdipus Ægyptiacus de prétendues traductions de légendes hiéroglyphiques sculptées dans les obélisques de Rome, traductions auxquelles il ne croyait pas lui-même, car souvent il osa les étayer sur des citations d'auteur qui n'existèrent jamais. Du reste, ni l'archéologie, ni l'histoire ne pouvaient recueillir aucun fruit des travaux de Kircher. Qu'attendre en effet, d'un homme affichant la prétention de déchiffrer des textes hiéroglyphiques à priori, sans aucune espèce de preuves ! D'un interprète qui présentait comme la teneur fidèle d'inscriptions égyptiennes des phrases incohérentes remplies du mysticisme le plus obscur et le plus ridicule.) | » |
| — Jean-François Champollion | |   |

Kircher va ser respectat durant el segle XVII pel seu estudi dels jeroglífics egipcis; el seu contemporani Thomas Browne (1605-1682) li va retre homenatge pel seu estudi dels jeroglífics i el considerava un egiptòleg. L'antiquari romà Giovanni Battista Casali seguia Kircher en el significat simbòlic dels jeroglífics en el seu tractat sobre la religió de l'antic Egipte publicat el 1644. En Of Idolatry (1678), el futur arquebisbe de Canterbury, Thomas Tenison, acceptà la traducció de Kircher de l'obelisc Flaminien sense reserves, i es basà en l'Èdip Ægyptiacus per a una visió de la teologia egípcia.
L'any 1999, la Universitat de Ginebra presentà un dels volums d'Edip Aegyptiacus en una exposició sobre el centenari de Jorge Luis Borges.

## Resum
- Oedipus aegyptiacus (1652-1655)
  - t. I, 566 pàg. :
    - 1 Delta Niloticum,
    - 2 Politica Aegyptiorum,
    - 3 Theogonia,
    - 4 Pantheon Hebraeorum,
    - 5 Simia aegyptiaca

  - t. Primera part II: 474 pàg. 
  - t. II segona part: 575 pàg. 
  - t. III: praelusoria de hieroglyphicis in genere, 645 p. índex 
    - 1 mensae isiacae,
    - 2 obeliscus ramessaeus...
    - 14 de canopis hieroglyphicis...